# Anatoli Ivanov
Pour les articles homonymes, voir Ivanov.
Œuvres principales
L'Appel éternel
Anatoli Stepanovitch Ivanov (en russe : Анато́лий Степа́нович Ивано́в), né le 15 mai 1928 à Chemonaïkha et décédé le 31 mai 1999 à Moscou, est un écrivain et journaliste soviétique et russe.

## Biographie
Né dans le village Chemonaïkha (actuellement dans le Kazakhstan-Oriental), dans une famille paysanne, Anatoli Ivanov fait ses études en 1946-1950 à la faculté de journalistes de l'Université nationale kazakhe Al-Farabi. Il commence sa carrière en 1948 dans le journal Priirtychskaïa pravda publié à Semey. Après son service militaire il devient rédacteur du journal Leninskoïe znamia de l'oblast de Novossibirsk. Membre du PCUS depuis 1952.
En 1954, la revue Krestianka publie son récit La Pluie. Ensuite dans la revue littéraire Sibirskie ogni parait le récit Les Chansons d'Alka dont le titre sera repris pour le recueil de nouvelles d'Ivanov en 1956.
Son premier roman Povitel (1958) raconte la vie d'un village sibérien chamboulée par les événements de la révolution russe. La révolution, la collectivisation en Union soviétique et la Seconde Guerre mondiale sont ses sujets de prédilection. Ivanov est principalement connu pour ses romans Les ombres disparaissent à midi (adapté en série télévisée en 1970) et L'Appel éternel.
D'après son roman L'Appel éternel Ivanov écrit un scénario adapté en une série télévisée par Vladimir Krasnopolski et Valeri Ouskov (1976), qui sera récompensé par un prix d'État de l'URSS 1979.
En 1972, Ivanov devient rédacteur en chef du magazine La Jeune Garde.
Le 4 mars 1984, il est élu député du 11e Soviet suprême de l'Union soviétique qui siège de 1984 à 1989.
Mort à Moscou en 1999, l'écrivain est enterré au cimetière de Novodevitchi.

## Œuvres
- Les ombres disparaissent à midi, 1963
- La Mauvaise herbe, traduit du russe par Alice Orane, Éditions du Progrès, 1964, 1970
- L'Appel éternel vol.1 , 1970
- L'Appel éternel vol.2 , 1976